# Libera

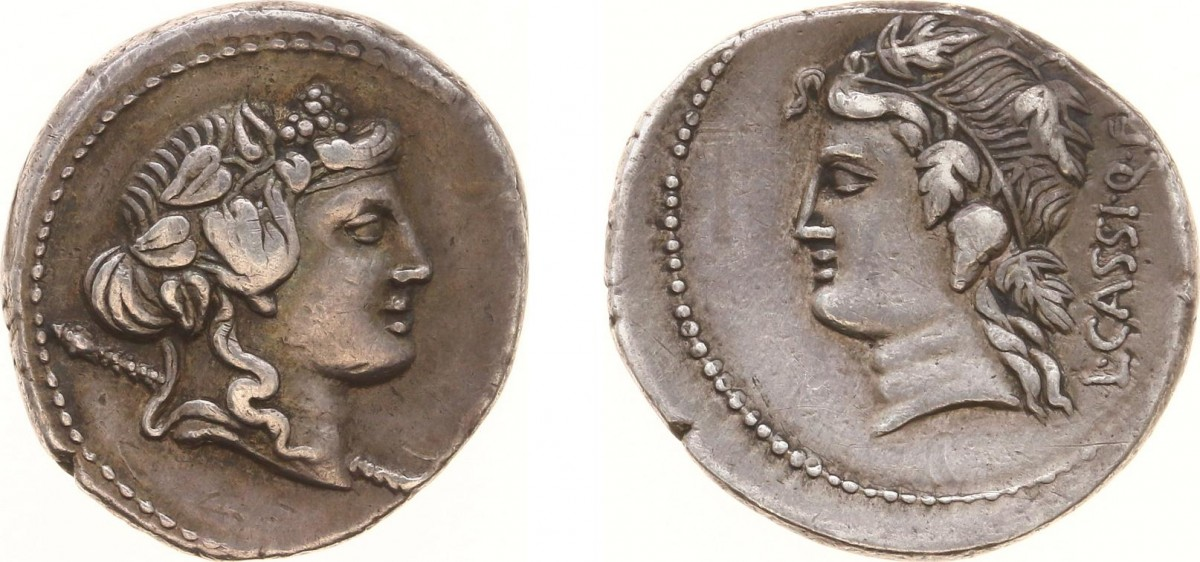
Denarius mit Liber und Libera (78 v. Chr.)

Libera ist eine Göttin der römischen Mythologie. 
Sie war der weibliche Gegenpart von Liber, dem Gott der Fruchtbarkeit und des Weines.
Zusammen mit Ceres und Liber bildete sie die Aventinische Trias. 
Ihre Entsprechung in der eleusinischen Trias war Persephone, die Tochter der Demeter.
Bei Ovid wird sie mit Ariadne, der Gemahlin des Dionysos, identifiziert.
Ihr Heiligtum befand sich in Form einer eigenen Cella im Tempel der Ceres auf dem Aventin in Rom.
Ihr alljährliches Fest hatte sie gemeinsam mit Liber, die am 17. März stattfindenden Liberalia.
Für einen Kult außerhalb Roms gibt es kaum Belege, außer in den Provinzen Dacia, Dalmatia und Pannonia, wo Liber und Libera vermutlich als Interpretatio Romana eines einheimischen Götterpaares eintraten, und sich zahlreiche Weihinschriften fanden.